# Ангел-подросток (телесериал, 1989)
«Ангел-подросток» (англ. Teen Angel) — американский фантастический телесериал-драма 1989 года с Джейсоном Пристли в главной роли. Первоначально шоу транслировалось в рамках программы «Клуб Микки Мауса» на канале Disney Channel с 24 апреля по 22 мая 1989 года. Съёмки шоу проходили в городе Финикс, штат Аризона, США.

## Сюжет
Базз Гандресон — бунтующий подросток, типичный представитель молодёжи 1950-х, обтянутой в кожу и управляющем мотоциклом. Но вот происходит трагедия — Базз погибает вместе со своей подружкой в автокатастрофе, перед этим поссорившись с лучшим другом Родом. После смерти Базз становится ангелом-хранителем, которому поручают наблюдать за другими детьми и помогать им справляться с их жизненными проблемами. Выполнив все задания, Базз получить возможность попасть в Рай. И вот его очередным заданием становится Синди — дочь его друга. Это возможность Базз использует с умом — он хочет помириться со своим другом.

## В ролях
- Джейсон Пристли — Базз Гундерсон
- Адам Биск — Деннис Мюллен
- Хантер Макензи Остин — Кэролин
- Рене О’Коннор — Ненси Николс
- Саша Дженсон — Джейсон
- Кеннет Бриджес — Мистер Николс
- Дон Кэмпбелл — Мистер Питерс
- Ким Кристиансон — Барби
- Дуглас Котнер — Мистер Мюллен
- Тони ДеБруно — Доктор Шонкопф
- Джин Фоулер — Миссис Мюллен
- Мэриан Гибсон — Мисси Гилрой
- Джордж Грей III — Рик
- Энди Хилл — Тренер
- Миранда Кент — Пэмми
- Уэнди Кравитц — Шейла
- Пол Манкузо — Грег
- Рене Л. Морено — Уэйн
- Ри Павиа — Джоан
- Лесли Райт — Джуди

## Возвращение ангела-подростка
Сиквел телесериала вышел под названием «Возвращение ангела-подростка» (англ. Teen Angel Returns). Главную роль повторил Пристли и его коллега по сериалу «Беверли-Хиллз, 90210», Дженни Гарт — эпизоды выходили в эфир со 2 по 27 октября 1989 года.

### В ролях
- Джейсон Пристли — Базз Гундерсон
- Робин Лайвли — Синди
- Ренди Оглсби — Родни «Хотрод» Бун
- Эрик Бракскоттер — Кевин Донато
- Дженни Гарт — Керри Донато
- Майкл Д. Уизерред — Джефф Хендерсон
- Тиффани Сотер — Джуди
- Кристофер Скотт — Мек
- Джон Майлерберг — «Хотрод»
- Скотт Ривз — Брайан
- Кен Пейдж — Чабби
- Майкл Флинн — Мистер Донато
- Тим Эйзенхарт — Мистер Хендерсон
- Ненси Богених — Миссис Хендерсон
- Джесси Беннтт — Мистер Даффи
- Иван Кросленд — Мистер Питерс
- Карл Уилсон — Тренер
- Марсия Райдер — Учитель
- Боб Бедор — Придурок
- Майкл Ранд — Байкер
- Брайс Чемберлен — Бизнесмен
- Трейси Ли Харрисон — Подросток
- Микаэла Неллиган — Официантка

## Спин-офф
С 1997 по 1998 года на канале ABC выходил ситком «Ангел-подросток» (англ. Teen Angel). Хотя фильм не является ремейком, в нём воспроизведена сюжетная линия подростка, который после смерти становится ангелом-хранителем своего лучшего друга и знакомых. Шоу было закрыто после выхода 17-ти эпизодов.